# Neobisium parasimile
Neobisium parasimile är en spindeldjursart som beskrevs av Jacqueline Heurtault 1986. Neobisium parasimile ingår i släktet Neobisium och familjen helplåtklokrypare. Inga underarter finns listade i Catalogue of Life.